# Криворожстальконструкция
Криворожстальконструкция — специализированный строительный трест в городе Кривой Рог.

## История
В феврале 1961 года на базе строительных управлений № 105—108 треста «Днепростальконструкция» организован государственный строительный трест «Криворожстальконструкция».
В 1990 году трест преобразован в арендное предприятие.
В 1997 году преобразовано в закрытое акционерное общество.

## Характеристика
Составляет проекты, изготовляет, монтирует, демонтирует и реконструирует стальные и железобетонные конструкции и подъёмно-транспортное оборудование (краны разных систем).
Состоит из 8 монтажных управлений, управления механизации, автобазы.
Строил Одесский припортовый завод, Черкасский химический комбинат, Николаевский глиноземный завод. Монтировал 4 доменных печи объёмом 1600—5000 м³, 3 конвертерных цеха, 3 ТЭЦ, 7 горно-обогатительных комбинатов (в том числе Южный, Центральный, Новокриворожский и Ингулецкий), 6 химических комбинатов, 11 шахтных копров, демонтировал 5,5 млн тонн конструкций. Специалисты треста строили монумент «Победа» (Киев), мощности КАМАЗа, покрытие стадиона «Лужники», ликвидировали пусковые ракетные комплексы.
На 2005 год годовой объём работ составлял 25 млн грн. Перед входом в управление установлен чугунный памятник сварщику-монтажнику.

### Трудовой коллектив
На этапе формирования работало 1489 человек. На 2005 год работало 1600 человек, 340 из которых — инженеры.
Среди коллектива Герои Социалистического Труда Иван Бакунец, Виталий Костенко, 8 заслуженных строителей Украины, 3 лауреата Государственной премии, 137 орденоносцев, 30 участников ВДНХ.
Коллективу принадлежат 12 авторских свидетельств, 100 научных работ. Многие инженеры работали в странах Европы, Азии, Африки.
Управляющие Ю. И. Зыбин, О. Р. Штундель, В. В. Голубенко, И. Ф. Лищина, генеральный директор Д. Ф. Джур.

## Награды
- Переходный флаг Министерства строительства УССР (1961);
- Диплом 1-й степени ВДНХ СССР (1968) — за монтаж доменной печи № 8 завода «Криворожсталь»;
- Знамя Министерства  монтажных и специальных строительных работ СССР (1973)[1].